# Aladár Gerevich
Aladár Gerevich, madžarski sabljaški mojster, * 16. marec 1910, Jászberény, † 14. maj 1991, Budimpešta.
Gerevich je bil prvi in do danes (2006) edini, ki je osvojil 6 zlatih medalj v isti olimpijski disciplini (to mu je uspelo kljub temu, da sta odpadli dve olimpijadi zaradi druge svetovne vojne). Skupaj je osvojil 10 olimpijskih medalj v treh disciplinah.
Tudi njegova žena, Erna Bogen in sin, Pal Gerevich, sta bila sabljača.